# 아드리안 크로이토루
아드리안 크로이토루(루마니아어: Adrian Croitoru, 1971년 2월 24일~)는 루마니아의 유도 선수이다. 올림픽에 3회(1992, 1996, 2000) 참가하였으며, 1993년과 1999년 세계 선수권 대회에서 2개의 동메달을 획득했다. 또한 유럽 선수권 대회에서 메달 4개를 획득했다.

## 경력
크로이토루는 보토샤니주의 투도라에서 태어났다. 1990년 프랑스 디종에서 열린 1990년 세계 주니어 선수권 대회에서 동메달을 획득했다. 
1992년 7월에는 스페인 바르셀로나에서 열린 1992년 하계 올림픽에 참가하였다. 그는 미국의 조지프 와너그를 꺾었으나 다음 상대인 프랑스의 파스칼 타이요에게 패했다. 이후 패자부활전에서 헝가리의 코르벨 카로이, 쿠바의 안드레스 프랑코, 스위스의 다니엘 키스틀러를 차례로 꺾었으나 3위 결정전에서 캐나다의 니콜러스 길에게 패하여 독일의 악셀 로벤슈타인과 함께 5위를 기록했다. 
1993년 캐나다 해밀턴에서 열린 1993년 세계 선수권 대회에서 스페인의 레온 비야르와 함께 일본의 나카무라 요시오와 캐나다의 길의 뒤를 이어 동메달을 획득했다. 
1996년 미국 애틀란타에서 열린 1996년 하계 올림픽 첫 경기에서 일본의 요시다 히데히코를 꺾었으며, 다음 상대인 우크라이나의 루슬란 마슈렌코와 프랑스의 다르셀 얀지를 꺾으며 준결승에 진출했다. 준결승에서는 우즈베키스탄의 아르멘 바그다사로프에게 패했으며, 동메달 결정전에서 네덜란드의 마르크 하위징아에게 패하여 요시다와 함께 또 다시 5위에 머물렀다.
1999년에는 영국 버밍엄에서 열린 1999년 세계 선수권 대회 첫 경기에서 브라질의 카를루스 오노라투에게 패했지만 패자부활전에서 벨라루스의 샤르헤이 쿠하렌카, 리투아니아의 알기만타스 메르케비추스, 우크라이나의 마슈렌코, 쿠바의 요스바니 데스파이그네를 꺾었으며, 동메달 결정전에서도 카자흐스탄의 세르게이 샤키모프를 꺾으며 대한민국의 유성연과 함께 동메달을 획득했다. 그는 2000년 유럽 선수권 대회에서 우승했으며, 시드니에서 열린 2000년 하계 올림픽에서는 도미니카 공화국의 빅바르트 헤랄디노와 러시아의 드미트리 모로조프를 꺾었으나 3라운드에서 하위징아에게 패하여 9위에 머물렀다.